# Bow Church (DLR)

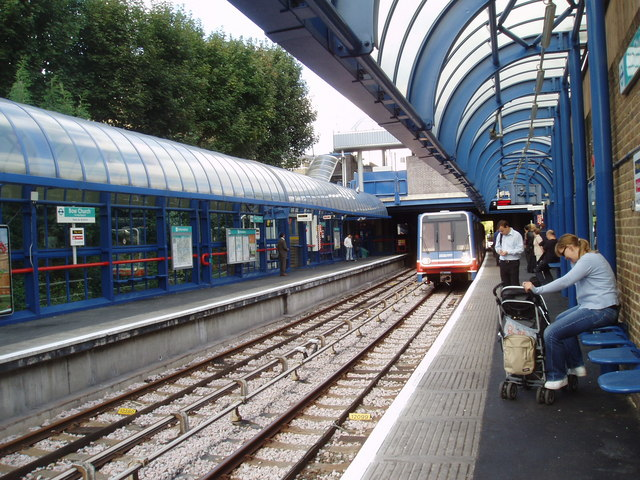
Station Bow Church

Bow Church ist eine Station der Docklands Light Railway (DLR) im Londoner Stadtbezirk London Borough of Tower Hamlets. Sie liegt in der Travelcard-Tarifzone 2 an der Bow Road im Stadtteil Bow. Etwa zweihundert Meter weiter westlich befindet sich die Station Bow Road der London Underground.
Die Station wurde am 31. August 1987 eröffnet, zusammen mit der Zweigstrecke in Richtung Stratford. Während der Hochblüte der Docklands befand sich fast am selben Standort der Bahnhof Bow der North London Railway. Der am 26. September 1850 eröffnete Bahnhof musste am 15. Mai 1944 geschlossen werden, als die Trasse nach zahlreichen Luftangriffen der deutschen Luftwaffe unpassierbar geworden war. Beim Bau der DLR-Strecke riss man den ungenutzten Bahnhof ab. Die DLR-Station entstand wenige Meter davon entfernt auf der anderen Seite der Straßenunterführung.